# Дермонд, Расселл
Ра́сселл Чарльз Де́рмонд (англ. Russell Charles Dermond; 31 декабря 1936, Фейр-Лоун — 9 мая 2015) — американский гребец-байдарочник, выступал за сборную США во второй половине 1950-х годов. Участник двух летних Олимпийских игр, победитель многих регат национального значения.

## Биография
Расселл Дермонд родился 31 декабря 1936 года в городке Фейр-Лоун, штат Нью-Джерси. Активно заниматься греблей начал с раннего детства, проходил подготовку в спортивном клубе «Йонкерс» в Гленвуде, штат Нью-Йорк.
Благодаря череде удачных выступлений удостоился права защищать честь страны на летних Олимпийских играх 1956 года в Мельбурне — стартовал здесь вместе с напарником Джоном Пагкосом в зачёте двухместных байдарок на дистанции 1000 метров, однако существенного успеха не добился — провёл только лишь один предварительный заезд, где финишировал пятым.
В 1960 году, будучи одним из лидеров национальной сборной США по гребле на байдарках и каноэ, благополучно прошёл квалификацию на Олимпийские игры в Риме — на сей раз участвовал в программе эстафеты 4 × 500 м, но вновь остался вдалеке от призовых позиций — стартовал в предварительном и утешительном заездах, где финишировал третьим (при этом его партнёрами были гребцы Чарльз Лундмарк, Роберт О’Брайан и Джон Пагкос).
Занимался греблей в течение многих лет, за что получил награду от Американской ассоциации каноэ «Легенда гребного спорта». Является членом Зала славы Американской ассоциации каноэ. Принимал участие в Олимпийских играх 1972 года в Мюнхене в качестве менеджера американской команды по гребле на байдарках и каноэ.
Помимо занятий спортом, служил в Военно-морских силах США. С 1958 года в течение 56 лет был женат, имел четырёх детей и множество внуков.
Умер 9 мая 2015 года в возрасте 78 лет.